# Shaun Bartlett
Shaun Thurston Bartlett (ur. 31 października 1972 w Kapsztadzie) – południowoafrykański piłkarz grający na pozycji napastnika.

## Kariera
Bartlett rozpoczął karierę piłkarską w rodzimym Cape Town Spurs. Po 4 sezonach spędzonych w tym klubie przeniósł się do USA, gdzie grał w MLS, przywdziewając trykoty kolejno Colorado Rapids i MetroStars. Jednak przygody z ligą amerykańską Bartlett nie zaliczy do udanych. Wrócił więc do Cape Town Spurs, a w roku 1998 został wypożyczony do szwajcarskiego klubu FC Zürich. Potem został tam odsprzedany. Z kolei w roku 2001 przeszedł na wypożyczenie tym razem do angielskiego Charltonu. Pół roku później został wykupiony z FC Zürich za 2 miliony funtów. W Premiership spędził kilka dobrych lat. W maju roku 2006 został zwolniony przez klub. Jednak kariery nie zakończył, gdyż został przygarnięty przez jeden z czołowych klubów Castle Premiership, Kaizer Chiefs. W 2008 roku stał się zawodnikiem Bloemfontein Celtic.
Jeśli chodzi o reprezentację RPA, to Bartlett ma w posiadaniu dwa rekordy. Po pierwsze nikt nie zaliczył więcej występów w kadrze 'Bafana Bafana' niż on (74). Po drugie wraz z Bennym McCarthym stoi na czele klasyfikacji najskuteczniejszych strzelców wszech czasów - obaj zdobyli po 28 goli. Bartlett wydatnie pomógł RPA w wygraniu Pucharu Narodów Afryki w roku 1996, zaś dwa lata później na Mistrzostwach Świata zdobył 2 z 3 goli strzelonych przez 'Bafana Bafana'. Dwukrotnie nie dał szans bramkarzowi Arabii Saudyjskiej - Mohammedowi Al-Deayei. Niestety, nie wystarczyło to ani do wyjścia z grupy, ani nawet do zwycięstwa.